# Croix de multiplication
La croix de multiplication « × » est un symbole mathématique utilisé principalement comme signe de multiplication, introduit en 1631 par William Oughtred dans Clavis mathematicæ.
Ce symbole est aussi l'opérateur du produit cartésien et, en notation anglo-saxonne, du produit vectoriel.
Dans le langage APL, il est associé comme opérateur unaire à la fonction signe.
Il est utilisé par ailleurs en botanique pour l'écriture d'un nom d'hybride.
Le symbole est également parfois utilisé pour exprimer la grandeur du grossissement optique, par exemple 10× pour exprimer un grossissement de 10 fois.

## Similarités visuelles
La croix de multiplication est un caractère visuellement similaire à une croix de saint André (U+2613 ☓).
Dans les polices sans empattements, elle est également proche de la lettre minuscule « x ».

## Autres représentations de la multiplication
En mathématiques, dans le contexte scolaire français, le signe « × » est principalement utilisé en classes primaires pour dénoter la multiplication. Une fois le calcul littéral introduit, le signe de multiplication est omis sauf entre deux nombres. Par exemple, 3 (4 x + 1) (5 xy − 2) z signifie 3 × (4 × x + 1) × (5 × x × y − 2) × z.
Au Canada francophone, en Belgique, en Suisse, en Grande-Bretagne, en Allemagne, dans les pays scandinaves et aux États-Unis, on utilise l’opérateur point « ⋅ » pour la multiplication au lieu du signe « × ». En Belgique, on utilisait autrefois uniquement « × » mais, aujourd'hui, on utilise « . » en secondaire (dans l'enseignement secondaire) dans les cours de mathématiques (ce qui apporte une certaine confusion puisque c'est récemment[Quand ?] qu'en Belgique, on a cessé d'utiliser le point pour séparer les dizaines des milliers, etc. ; par exemple, dix mille s'écrivait en Belgique 10.000 jusque récemment, mais s'écrit aujourd'hui 10 000).
En informatique, notamment dans les langages de programmation et dans les logiciels de calcul formel comportant une interface en ligne de commande, on utilise l'astérisque « * » plutôt que le caractère « × » pour dénoter la multiplication.

## Indication des dimensions
Lorsque l'on indique les dimensions d'une pièce parallélépipédique, on utilise la croix de multiplication comme séparateur des valeurs. Par exemple, une plaque de longueur 50 mm, de largeur 20 mm et d'épaisseur 2 mm sera indiquée comme faisant « 50 × 20 × 2 », ce qui se lit « cinquante par vingt par deux » (l'unité par défaut dépend du domaine d'application, c'est le millimètre en mécanique, le centimètre dans certains métiers du bâtiment et de l'artisanat). On remarquera que le volume de la pièce s'obtient par le produit des trois valeurs. Lorsqu'il s'agit d'une tôle d'épaisseur déjà définie, on se contente de donner les grandes dimensions (« 50 × 20 », « cinquante par vingt »).
En dessin technique, la présence d'une lettre ou d'un signe indique que l'on cote autre chose qu'une pièce parallélépipédique, et modifie la signification des valeurs. Dans le cas d'un tube ou d'une virole, la cotation « ⌀50 × 2 » désigne un tube de 50 mm de diamètre extérieur et de 2 mm d'épaisseur, et la cotation « ⬜50 × 2 » désigne un « tube carré » (profilé creux de section carrée) de 50 mm de côté extérieur et de 2 mm d'épaisseur. Dans le cas d'une cornière, la cotation « L50 × 50 × 5 » désigne une cornière à ailes égales de 50 mm de long (cote extérieure), et de 5 mm d'épaisseur. La croix de multiplication peut être utilisée pour séparer des valeurs même lorsque leur produit n'a pas de sens particulier. Par exemple, un chanfrein coté « 2 × 45° » désigne un chanfrein à 45° et de hauteur 2 mm.

Cornière à ailes égales
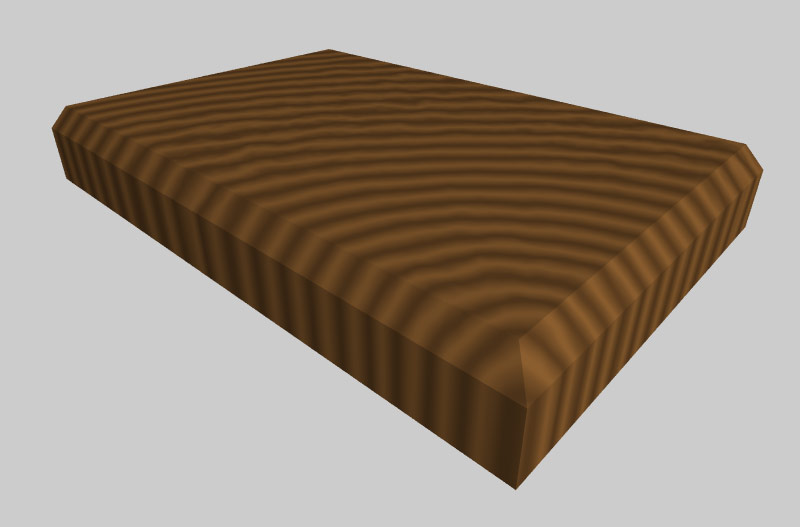
chanfreins

## Botanique
Il est également utilisé en botanique dans les noms d'hybride. Il est accolé au nom spécifique dans le cas d'un hybride infraspécifique (par exemple Prunus ×gondouinii) ou au nom générique dans le cas d'un hybride interspécifique (par exemple ×Sorbopyrus sp.).

## Généalogie
Les généalogistes emploient le signe de la multiplication comme symbole du mariage dans les biographies d'ancêtre. Entre deux noms de personne, ce signe marque leur union. Accolé à une date, il indique celle de la cérémonie. La lettre X peut remplacer le signe de la multiplication. Le symbole de l'infini (∞) est aussi employé, par analogie à la forme de deux alliances. Tandis que la naissance est marquée par le symbole du degré (°), et le décès par la croix latine (✝) ou par l'obèle (†), de forme analogue[réf. nécessaire].

## Réseaux sociaux
Sur les réseaux sociaux tel X (anciennement Twitter), il permet une liaison entre plusieurs activités ou situations. Par exemple : un statut « #np (now playing, en train d'écouter) [nom de chanson] × ranger sa chambre × danser » signifie que la personne réalise ces trois actions simultanément.

## Programmation en APL
Dans le langage de programmation APL, il permet de représenter, en plus de la multiplication, la fonction signe lorsqu'il est utilisé de manière monadique. Par exemple, ×B vaut 1 si B est positif, 0 si B est nul, et ¯1 si B est négatif (en APL, le « ¯ » représente le signe négatif, et se distingue de « − » qui représente l'opération de soustraction).

## Codages informatiques

### Au clavier
Il est également possible de l'obtenir au clavier en combinant plusieurs touches. Cette combinaison dépend du système d'exploitation :
- sur les ordinateurs Apple Macintosh, sur Palette de caractères, recherchez MULTIPLICATION SIGN[5],[6],[7],[8] ;
- sur les ordinateurs munis de Linux fonctionnant sous environnement graphique, il est obtenu en maintenant la touche compose et en appuyant sur la touche « ; » (« . » en majuscule) ;
- sur les ordinateurs munis de Microsoft Windows ayant un pavé numérique, il est obtenu en maintenant la touche Alt et en saisissant sur le pavé numérique le code 158 ou 0215 ;
- sur un clavier bépo, il est obtenu en maintenant la touche compose et en appuyant sur la touche « * » (« 0 » en majuscule).

### Unicode
En Unicode, il a pour point de codage U+00D7.

### TeX
En langage TeX et LaTeX, il s'obtient avec la commande \times dans le mode mathématique.

### HTML
En HTML, il se code &times; (entité HTML) ou &#215;(référence numérique décimale).